# Guillaume de Bade-Sausenberg
Guillaume de Bade-Sausenberg dit Guillaume de Hochberg né le 11 juillet 1406 - mort le 15 août 1482 au Château de Vautravers à Môtiers fut margrave de Bade-Hachberg-Sausenberg de 1428 à 1441.

## Biographie
Guillaume de Hachberg-Sausenberg est le fils du margrave Rodolphe III et de  Anne l'héritière de Fribourg-Neuchâtel. 

### Règne
Guillaume épouse Elisabeth, fille du comte Guillaume VII de Montfort-Bregenz. Les parents de son épouse interviennent car du fait de son train de vie dispendieux il doit promettre de ne pas hypothéquer les actifs de 
sa dot sans leur consentement. Bien que sa prodigalité le mène au divorce dès 1436, ils ont au moins trois enfants: deux fils Rodolphe IV et Hugues, qui lui succèdent et une fille, Ursula, qui devient la seconde épouse du comte  Jacques Truchseß de Waldburg. Comme Guillaume est constamment sous la pression de ses créanciers, il ne trouve pas d'autre solutions pour préserver ses domaines patrimoniaux et sa famille que d'abdiquer le 21 juin 1441 en faveur de se ses fils mineurs Rodolphe IV et Hugues.  Comme ils sont encore en enfance c'est leur cousin Jean de Fribourg qui assure le gouvernement comme régent.

### Services diplomatiques
Par l'intermédiaire de son cousin  Jean de Fribourg-Neuchâtel, Guillaume accède à la cour du duc de 
Bourgogne à Dijon. Pendant le Concile de Bâle, il est appelé comme médiateur  entre l'Autriche et la Bourgogne et ensuite comme médiateur entre la Bourgogne et la France. En 1432, le « Protecteur du Concile », le duc Guillaume III de Bavière nomme Guillaume de Hachberg à sa tête. En 1434, le duc Philippe III de Bourgogne, le prend comme conseiller et comme Chambellan.
En 1437, le duc d'Autriche le nomme gouverneur des possessions des Habsbourg en Sundgau, Alsace et Freiburg.  Comme gouverneur de l'Autriche antérieure, il est entrainé dans la guerre entre l'empereur 
Frédéric III du Saint-Empire et la  Confédération des VIII cantons. Après la défaite infligée par les  troupes des confédérés aux zurichois lors de la bataille de Bataille de Saint-Jacques sur la Sihl le 22 juillet 1443, l'Empereur Frédéric III envoie Guillaume au roi Charles VII de France pour obtenir son aide. Le Roi de France envoie en renfort, via Bâle en direction de Zurich, environ 30000mercenaires, mercenaires les bandes d'Écorcheurs surnommés « Armagnacs » sous le commandement du Dauphin.

## Sources
- Martin Illi, « Hochberg, Guillaume de » dans le Dictionnaire historique de la Suisse en ligne, version du 13 novembre 2011.